# Val Trompia
Val Trompia je údolí a administrativní celek v severní Itálii v kraji Lombardie, provincii Brescia. Oblast je od starověku významná výskytem kovových rud. Historickým názvem údolí je tak La via del Ferro – Cesta železa. Na těžební procesy ve středověku navázaly metalurgické manufaktury a kovárny, z nichž nejznámější se vyvinula do podoby světoznámé zbrojovky Beretta. Osu údolí tvoří řeka Mella.

## Geografie
Val Trompia patří mezi tři hlavní údolí provincie Brescia. Na západě sousedí s údolím Val Camonica a hranicí tvoří rozvodí mezi řekou Mella a Oglio, na východě sousedí s údolím Val Sabbia hranicí tvořenou rozvodím mezi řekami Mella a Chiese. Údolí Val Trompia vymodelovala řeka Mella v Brescianských Alpách bez nápomoci ledovcové činnosti. V údolí se tak nevyskytují velká jezera. Hory obklopující oblast převyšují 2 000 metrů nad mořem. Délka údolí je cca 50 km a plocha 308 km2. Bohaté geologické složení s vývěry žil sideritu a galenitu dalo směr vývoji lidského osídlení.

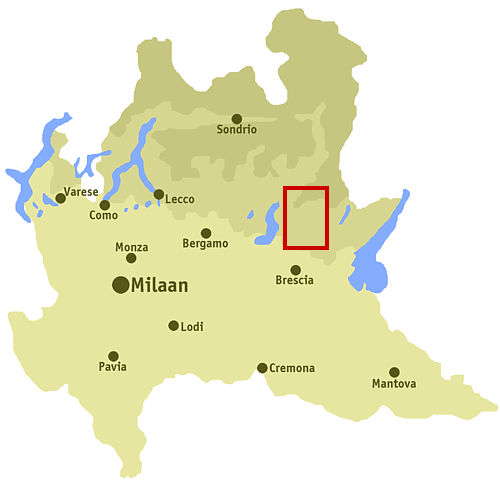

## Dějiny osídlení
Nejstarší osídlení je prokázáno z mezolitického období před 8 tisíci lety. V době železné zde našel útočiště předindoevropský kmen Triumplini, který dal údolí jméno. Bojovný lid se setkal s vojsky Augustovými v roce 15 před naším letopočtem. Římským vojskům kladl houževnatý odpor, a tak se na Augustově trofeji ocitl v seznamu porobených národů na prvním místě. Pro Římské impérium představovalo údolí Vallis Triumplina především zdroj železa. K významnému rozvoji těžebních činností a metalurgie došlo od raného středověku. Spolu s výrobou kovů došlo i k rozvoji kováren a dílen na výrobu nářadí a zbraní. V 16. století měla oblast Val Trompia 50 dolů na železo a olovo, osm hutí a 40 kováren. V roce 1526 získala dílna v Gardone Val Trompia zakázku na výrobu zbraní od benátského arzenálu. Vznikla tak proslulá zbrojovka Beretta. Celkově dílenská aglomerace Val Trompia produkovala v 16. století až 300 zbraní denně. Oblast patřila do správy Benátské republiky a podléhala výhodnému daňovému režimu. Přes prosperitu zbrojní výroby se údolí Val Trompia nevyhnuly morové epidemie, hladomor, řádění banditských tlup, sociální otřesy a masová emigrace. Omezování těžební činnosti skončilo v 19. století jejím úplným ukončením. Ke kovodělnému průmyslu přibyl koncem 19. století průmysl textilní a dřevozpracující. V roce 1909 byla dokončena tramvajová trať z Brescie do Tavernole. Výsledkem řemeslného rozvoje byla souvislá zástavba podél toku řeky Mella, která až do dvou třetin údolí tvoří jediný celek, považovaný též za severní předměstí Brescie. Horní část údolí je využívána pro lesní pastvu a výrobu sýrů v domácích mlékárnách.

## Horské společenství obcí Val Trompia
Comunità montana di Valle Trompia je administrativní celek 18 obcí v údolí Val Trompia s více než 100 000 obyvateli. Sdružení s centrem v Gardone Val Trompia bylo ustanoveno v roce 2009. Organizace podporuje integraci v oblasti environmentální, ekonomické, kulturní, zemědělské a lesnické. Zastupitelstvo tvoří 18 radních jednotlivých obcí. Sídla se vyskytují od nadmořské výšky 273 po 875 metrů s počty obyvatel od stovek po desetitisíce.

## Nostramo Valtrompia

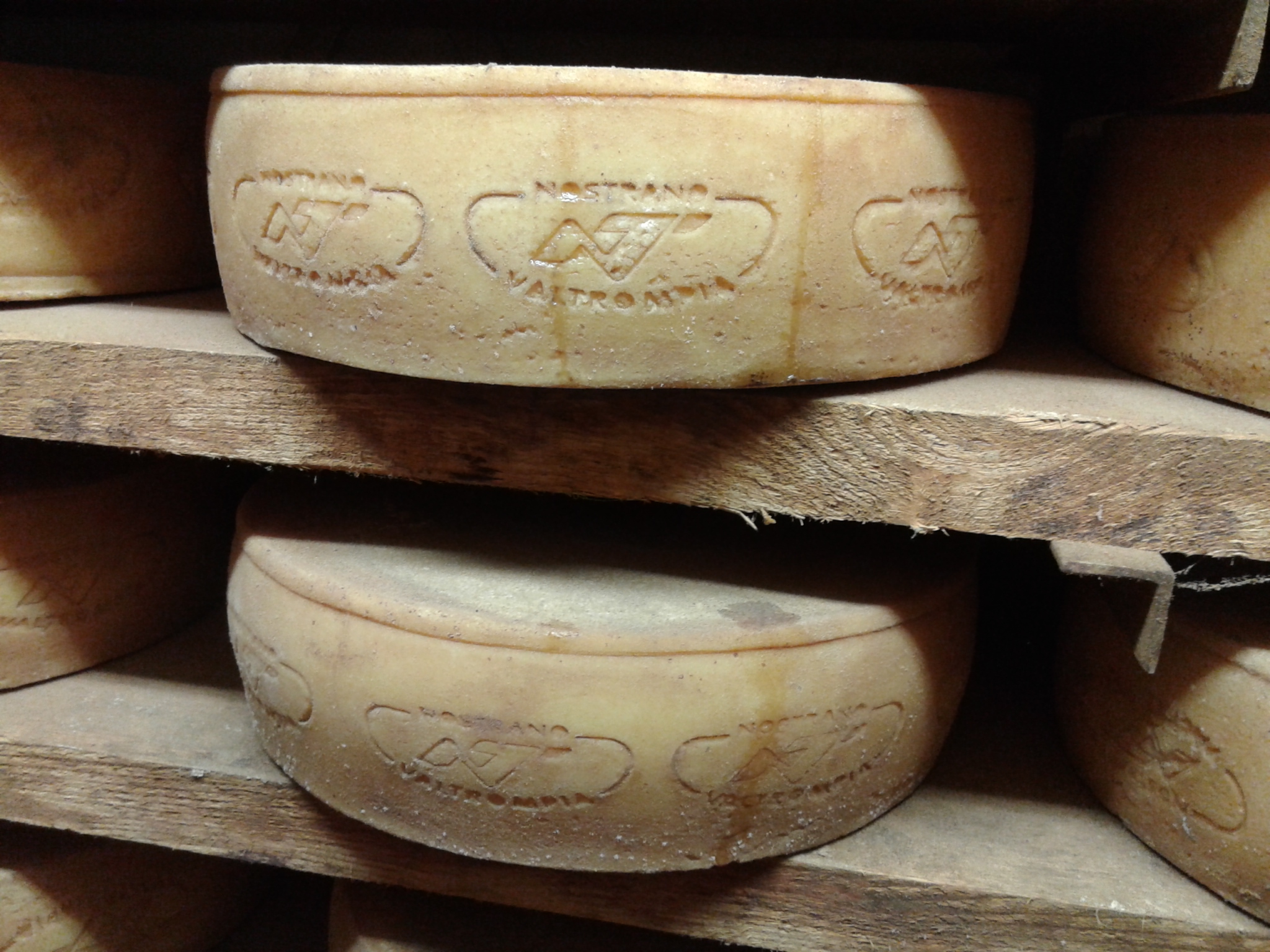
Sýr Nostramo Valtrompia

Charakteristickým zemědělským produktem údolí je sýr Nostramo Valtrompia, vyráběný v místních domácích provozovnách. Počátky výroby sahají do 15. století. Do kravského mléka místního druhu Bruna se přidává šafrán a zrání probíhá více než deset měsíců. Sýr Nostrano Valtrompia se prodává ve válcovitém tvaru. Jeho průměr se pohybuje mezi 30 a 45 cm, výška mezi 8 a 12 cm a hmotnost mezi 8 a 18 kg. Má tvrdou kůru, jejíž barva se mění od hnědožluté po načervenalou. Slámově žlutý vnitřek se slabě kořenitou chutí poskytuje charakteristickou bylinnou vůni.